# Cyberjaya
Cyberjaya é uma cidade da Malásia fundada em 8 de julho de 2003 pelo premiê Mahathir bin Mohamad com o objetivo de acolher ao maior número de multinacionais, às que oferece importantes benefícios. 
Construída no meio da selva, tem quase 3.000 hectares. Situa-se a poucos quilômetros de Putrajaya, que é a nova capital administrativa, e forma com ela o centro do "Multimedia Super Corridor". Espera-se que esta "Silicon Valley" custe em torno dos 15 mil milhões de dólares e que sua população seja maior que 100.000 habitantes nos próximos 10 anos. 
Este projeto gozou do apoio de companhias como Microsoft e BMW. Em particular, Bill Gates viajou até a cidade para establacer aí seus escritórios.